# Parectopa undosa
Parectopa undosa là một loài bướm đêm thuộc họ Gracillariidae. Nó được tìm thấy ở Haiti và quần đảo Virgin (Saint Thomas).